# Biserica din Aqaba
Biserica din Aqaba este o biserică istorică din secolul al III-lea situată în Aqaba, Iordania. Aceasta a fost dezgropată în 1998 de un grup de arheologi și este considerată a fi cea mai veche biserică creștină construită în acest scop din lume. Prima sa fază a fost datată între 293 și 303, ceea ce o face mai veche decât Biserica Sfântului Mormânt din Ierusalim și Biserica Nașterii Domnului din Betleem, ambele fiind construite la sfârșitul anilor 320.
Locația sa periferică în interiorul Imperiului Roman este probabil să o fi salvat de la distrugere în timpul Persecuției creștinilor sub Dioclețian, care s-a desfășurat la doar câțiva ani după construcția bisericii. 

## Descoperire și identificare ca biserică
Situl a fost descoperit în orașul costier iordanian Aqaba în iunie 1998 de un grup de arheologi care au început curând să dezgroape ruinele. Arheologii au realizat curând unicitatea bisericii prin stilul său arhitectonic, care a respins percepția în rândul istoricilor că cele mai vechi biserici din Iordania datează de la sfârșitul secolului al IV-lea. Bisericile mai vechi descoperite în alte părți ale lumii nu au fost folosite inițial ca atare,  un caz celebru fiind bisericile-de-casă  din secolul al III-lea de la Dura-Europos.
Arheologul S. Thomas Parker de la Universitatea de Stat din Carolina de Nord, care a condus săpăturile, a identificat clădirea ca fiind o biserică văzând forma ei de bazilică, orientarea spre est și unele descoperiri specifice, cum ar fi lămpile de sticlă.  Un mormânt din cimitirul alăturat conținea părți ale unei cruci de bronz, ceea ce ar indica faptul că aparține uneia creștine. Este atestat că, în 325, la Primul Sinod de la Niceea, a fost printre participanți un episcop de Aila. Aila este numele roman și bizantin al Aqaba, iar existența unui episcop indică faptul că Aila avea o populație creștină substanțială pentru acea perioadă. Puțin mai recente, dar în mod similar, construite din chirpici sunt unele biserici cunoscute din Egipt. 

## Istorie
Biserica Aqaba a fost construită cândva la sfârșitul celui de-al treilea secol sau la începutul secolului al IV-lea, după cum indică descoperirile de olărit din temelii. Prima sa fază a fost datată între 293 și 303, ceea ce o face mai veche decât Biserica Sfântului Mormânt din Ierusalim și Biserica Nașterii Domnului din Betleem, ambele fiind construite la sfârșitul anilor 320.  Ea este anterioară persecuției anti-creștine a lui Dioclețian din 303-313, una dintre cele mai mari din istoria romană, în timpul căreia clădirea a fost abandonată.  Marea Persecuție a dus la eliminarea mai multor clădiri creștine din regiune; statutul bine conservat al acestei biserici este atribuit localizării sale periferice din interiorul Imperiului Roman.  Cândva între sfârșitul valului de persecuție al lui Dioclețian și anul 330, biserica a fost recondiționată și a rămas în funcțiune până la distrugerea ei în timpul cutremurului catastrofal din 363.  Abandonarea sa este datată pe baza ultimelor monede găsite acolo de către arheolog, care sunt din perioada 337-361.  Odată abandonată, clădirea ruinată a fost curând umplută de nisip suflat de vânt, care a ajutat la păstrarea zidurilor sale la o înălțime remarcabilă.  

## Descriere
Clădirea avea forma unei mari bazilici cu trei coridoare, cu pronaos și orientată pe o axă est-vest.  Acesta măsura 26 de metri pe 16 metri și fost construită din cărămidă de noroi peste fundații de piatră, cu naos și culoar probabil boltite și uși arcuite. Rămășițele unei scări sugerează că avea un al doilea etaj.  Naosul se termina cu un sanctuar, urmat de o absidă dreptunghiulară.  
Arheologii au descoperit ziduri de până la 4,5 metri  înălțime, temeliile unui jubeu, o cutie de colecție cu monede, fragmente de lămpi fabricate din sticlă și un cimitir cu 24 de schelete aflat în apropierea bisericii.
Biserica adăpostea inițial aproximativ 60 de închinători și a fost extinsă după persecuția Dioclețiană pentru a găzdui până la 100 de închinători.